# Melanagromyza lasiops
Melanagromyza lasiops este o specie de muște din genul Melanagromyza, familia Agromyzidae. A fost descrisă pentru prima dată de Malloch în anul 1914. Conform Catalogue of Life specia Melanagromyza lasiops nu are subspecii cunoscute.